# ピカチュリン
ピカチュリン（英語: Pikachurin）は視覚の神経伝達に関与する細胞外マトリックスタンパク質、もしくはこれをコードする遺伝子のことである。

## 概要
2008年、大阪バイオサイエンス研究所の古川貴久らの研究チームにより報告された。生物の動体視力に関与していると考えられており、ゲーム『ポケットモンスター』に登場するキャラクターである「ピカチュウ」にちなんで命名された。リガンドの一種であり、ジストログリカン（英語: Dystroglycan）と呼ばれる糖タンパク質に対して結合する。
哺乳類の網膜には光受容体（視細胞）が配列しており、ここで受容された光刺激は電気信号に変換されて、リボンシナプスの双極細胞および水平細胞に伝達される。ピカチュリンは細胞外マトリックスとしてこのリボンシナプス間隙に局在する。古川らはマウスを研究材料として視神経の伝達に関与するタンパク質を探索し、ピカチュリンを特定した。ピカチュリンはリボンシナプスのジストログリカンおよびジストロフィンと共局在している。両者と何らかの関係を持つと考えられており、ジストログリカンとの相互作用は実験的に確認されている。
ピカチュリンを欠失したマウスの変異体では、双極細胞の樹状突起の発達不良、信号伝達の遅延（伝達所要時間が正常体の約3倍）、動く物体への眼球の追従の遅れなど、様々な視覚異常が認められた。これらの結果から、ピカチュリンは光受容体と双極細胞の樹状突起との相互作用において不可欠な役割を担っていると考えられている。
ピカチュリンはヒトやイヌにも存在するとされ、これらの動物において動体視力の良し悪しを決定する一因であると予想されている。またピカチュリンの発見は、ジストロフィンの異常が関係する筋ジストロフィー患者における網膜異常の解明にも貢献することが期待されている。